# أشوك كومار (لاعب هوكي الحقل)
أشوك كومار (بالإنجليزية: Ashok Kumar) هو لاعب هوكي الحقل هندي، ولد في 1 يونيو 1950 في ميروت في الهند.

## وصلات خارجية
- أشوك كومار على موقع أوليمبيديا (الإنجليزية)